# Західнополіська мікромова

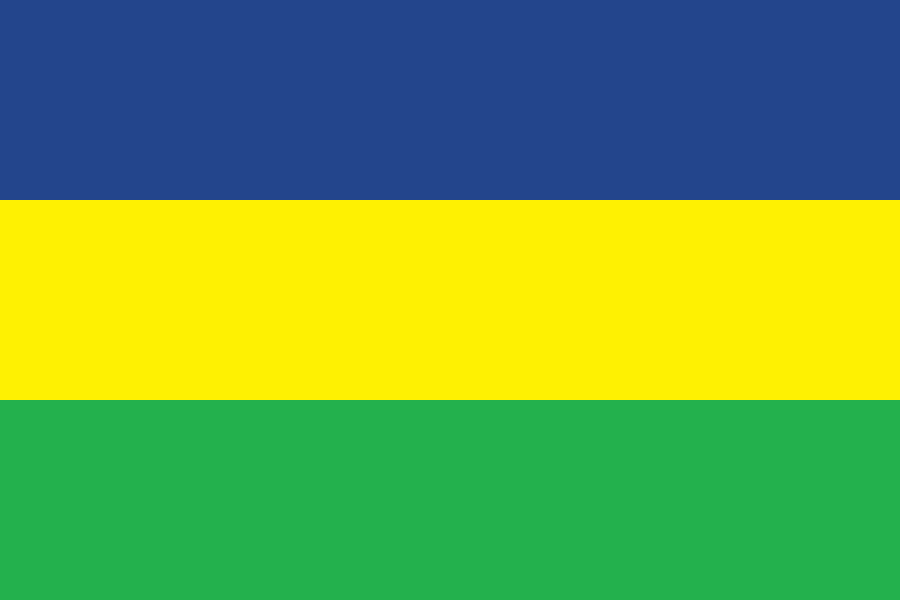
Прапор Західного Полісся

Західнополі́ська мо́ва, західнополіська мікромова (самоназви: захыднёполіськая мова, своя мова) — некодифікований стандарт західнополіський говорів, мова поліщуків.
Існує кілька варіантів правопису кирилицею і латинкою. Зазвичай записуються на базі польської, білоруської й мішаних орфографій. Олександр Скращук використовує для своїх текстів желехівку.

## Причини існування

Українсько-білоруська мовна межа за даними мовознавців

- Існує на територіях «запізнілого націєтворення», там де пізно з'явились національні освітянські організації або їх цілком немає.
- Велика частина населення, а також автори незнайомі з українською літературою й літературною нормою.
- Процес писання літератури власною мовою тут повторює в регіональних масштабах процес формування національної мови.
- Автори-початківці в міру вільно володіють лише власною говіркою та одною (кількома) сусідніми мовами.
- Наявність архаїчних або локальних рис змушує використовувати додаткові символи для передачі певних звуків.
- Необхідність бути максимально близько зрозумілим для читача локальної спільноти.
- Спосіб привернути увагу локальної спільноти до небезпеки мовної асиміляції.
- Намагання збагатити національну мову рідкісною регіональною лексикою.
- Постмодерністські тенденції збереження власної індивідуальности, підсилені зростом зацікавлення до діалектів.
- Форма інтелектуального конформізму через примирення зі стандартом домінуючої публічної мови.
- Засіб боротьби в національному конфлікті.

## Поліська мікромова

### Історія ятвязького руху у 1980-90-ті рр.
Починаючи з 1982 р., у білоруських газетах було опубліковано кілька статей комсорга та комендата гуртожитку М. Шеляговича, у яких пропагувалася ідея про мовну й етнічну окремішність західних поліщуків від інших слов'янських народів. У 1988 р. М. Шелягович разом з однодумцями створив громадсько-культурне об'єднання під назвою «Полісьсе», яке виступало за відродження західнополіської мови та визнання західних поліщуків окремим від українців і білорусів етносом. «Полісьсе» почало публікувати спеціальний розділ «Балесы Полісься» у газеті «Чырвоная Змена» (а згодом — окремим виданням). З 1989 р. «Полісьсе» почало також видавати західнополіською мікромовою («в jітвежиjі володы») газету під назвою «Збудінне». Називаючи західних полішуків «jітвегі», М. Шелягович представляв їх нащадками балтійського племені ятвягів, які на цій території розчинилися серед слов'ян, і пропонував утворити західнополіську автономію під назвою «Етвызь» з центром («чолотвэрдю») у Пінську. На першій Західнополіській (Ятвязькій) науково-практичній конференції, яка проходила в Мінську у квітні 1990-го 74 вчених, дослідники зі всього СРСР, ухвалили рішення: поліська мікромова має всі права перерости в самостійну.
Однак західнополіському проєкту не вдалося здобути значної підтримки ані від місцевого населення, ані від білоруської влади, ані від діячів білоруського національного руху, які вважали такий «сепаратизм» надуманим і шкідливим. Активність руху за західнополіське відродження поступово спадала, і після припинення у 1994 р. друку газети «Збудінне» остаточно згасла.

### Особливості правопису
Проєкт правопису, створений групою активістів західнополіського руху на чолі з Миколою Шеляговичем у 1980-ті та на початку 1990-х рр, спирався головним чином на середньозагородські говірки. Для майбутньої літературної західнополіської мови М. Шелягович запропонував фонетичний принцип правопису й абетку на основі білоруської. Заміна літери «й» на «j», використання літер «і» і «и» наближає її до драгоманівки. Літера «и» мала позначати звук, проміжний між «i» та «ы», а також рефлекси історичного «о», що подовжилося у нових закритих складах і вимовлялося по-різному у різних поліських говірках: нис [ныіс, нус, нуос, нэс, н'ис].
Щоб підкреслити західнополіську самобутність, Шелягович використовував лексичні, фонетичні і морфологічні варіанти, які є специфічними саме для західнополіських говірок і нехарактерними для української чи білоруської мов:
Наприклад, вживався сполучник «кэ» замість «і», «екаючі» форми замість «якаючих» («je», «ек», «чес» замість «я», «як», «час»), форми родового відмінку множини на «-эj» («выдокэj», «чыталныкэj», «рысэj», «хатэj», «грузэj») тощо.
Сполучення «кт» часто пом'якшувалось до «хт» («контахт», «аспэхт»), у словах часто повторювались склади з літерою «ы»: («ытныцькыj», «фонытыцькыj, «ынтылыгэнциjі» та ін.), вживалося «г» на початку слова перед голосними («гынчы», «Гамерыка», «гобід»).
Деякі з цих форм були надто вузькоспецифічними, практично вживалися лише в окремих місцевих говірках, а носіями інших говірок сприймалися як незвичні чи надто архаїчні.
Вживалися також терміни-неологізми: «твэрдь» — місто, «чолотвэрдь» — столиця, «жывогледныj» — мальовничий. Українці й білоруси позначалися словами «русыні» і «лытвыні», Україна й Білорусь — «Русынь» і «Лытвынь».

### Приклади текстів, надрукованих поліською мікромовою
Текст про «особливості західнополіського рибальства» та деякі місцеві лайки й приказки з газети «Збудінне» № 19(59), 92.X.16-31 (правопис оригіналу збережено):
З ытнографыцького кухора
В 12-тому номыровы нашого выдання пуд рубрыкию «З ытнографыцького кухора» був змистяниj матырjел Мыколая Лыпка про звычкы сыла Бобровці Бырысьтіjського раёна. Даемо доповнінне до того матырjела, шо, надымося, бутымэ цыкавым ля нашых чыталныкэj.
ПРО РЫБАЛКУ НА ЗАХОДЫШНОМУ ПОЛІСЬСЁВЫ
Рыбалка лычылоса чысто мужчынськым занетком. Сітка ля кломлі плыласа кэ правыласа выключно мужчынамы. Je ныпрыпомню выпадка, шоб пры дылынні рыбы була жоночына, хоч бы j сама нахабна з jix. Рыбалка кломлію змусюе двух рыбакив кэ двох-трох носылныкэj влова. Ныбуло выпадка, шоб цыкавына дівчынка пудыjшла до брата-рыболова. Мусыть в гэнах вжэ сыділо в jix буты даліj од рыбалкы. «Рыбачка Соня» була-б ныможлывию зjевию в нашому краёвы.
Шэ одын способ лова — шнури (перемёты). Воны закыдувалыса но в мартовы-априлёвы. На зазубыня чыплялы угрыцэj. Знавці ствэрдювалы, шо то булы лычынкы мыногэj. Угрыць можна було накопаты в тую пору вылкамы коло воды з прыбырэжного пыска. Гынчию порою воны пропадалы и насадкию служылы укублы або келбы, алы вже ля удочок. На шнури ловылыса мынтузы. Угри пры мні вжэ траплелыса ридко, алы росповыдэj про jix було мныга. Був свыдком, ек одын старыjі поjшов по дорозы на Бэрысьть и, пройшовшы мо з кыломытыра, вырнувса назад ыз здоровэнным угром на плічах — в кыломытровы од сыла вловыв рыбыну на росыстиjі траві.
ЗАКЛЕТЬТІ, ЗЫЧЫНННІ, КЛЯТЬБА, ТРАПНЫ КЭ СМІШНЫ ВЫСЛИВJІ
Коб тобі повылазыло. — Прыводю аныгдота, вэльмы давнышного по сюжэтовы, бо говирка jдэ про колоду з мэдом на дэрывовы.
Прыходыть цыган до пчоляре по мэда. Toj дае ёму страмыну и пропонуе самому залізты на дэрыво и взеты там мэда. Колы цыган заліз на дэрыво и почев там jісты мэд, пчолер прыбрав страмыну. Цыгана почынають джыгаты пчолы. Цыган хочэ злізты, алы забув слово «страмына». Показуе на jiji рукою и просыть: «Подаj тое». Пчолер робыть выгляда, шо нырозуміе и пропонуе ризны прыдміты: дымаре, сітку, гнылякы. Цыган з кажным словом роспалеjіця, ёму нывтэрпно од пчил. Врэшты спомынае и рывэ: «Подаj страмылазыло, коб тубі повылазыло!»
Коб тобы зацыпыло. — Крычэть пры раптивному крыковы, шумовы навыть од ныжывыго прыдміта, шо збоку могло вспрыматыса вэльмы смішным, до прыклада — од гудка тягныка, сыгнала машыны.
Выдомымы булы такы кленычы: кобы тыбэ пранцы взялы, коб тыбэ пырун взев, быj и духу слухаj, ек дам, аж рихо пуjдэ.
На того, хто нішчыв вельмы одэжу казалы — нывдэржыця на тобы ныц, ек кувбаса на шыjі у собакі.
Казалы шэ так: розумниj, алы дурным пудшытиj.
Була така прыговиркы: бачыв, ек дід бабу кульбачыв. Тэмра, хоть в лоб смалы. (Означело повну мраку).
Було такэ высливjе — знык, ек камфара. Коб сало завjязалосо — зычынне людыны, яка прылігла посліj гобіда. Плысьті кошылі — росповыдаты гысториjі, ныбылыцы. Лёхы пудчыстыты — означело ны но чыстыты комына, алы, особлыво колы мова jшла про жоночын.
Москву побачыв — вынык надкуса залепухы (вэльмы кыслого еблыка).
Таку піч зроблю, шо аж говорыты будэ. (Саморыклама пычныка).
«Мовні скарби Західного Полісся». Деякі слова і вирази з говірки села Бобровці Берестейського району. Текст із газети «Збудінне» № 20(60), 92.XI.1-15. (правопис оригіналу збережено):
МОВНЫ СКАРБЫ ЗАХОДЫШНЁГО ПОЛІСЬСЯ
В додатки до матырjела в попырэдышнёму номыровы про сыло Бобровці подаемо шэ маленьку сливныцю говиркы гэтого сыла.
| БАХУР — маленькиj стожок, хлопчык. БЛЯЦКЭ — податок з жоночын и дивчет за бызьдітьте в 50-е рокы. ҐАҐАВЫЦА — горло. ҐАРАҐА — стиjка з ростопыранымы рукамы на однэjі нозі. ҐЕЗ — слыпак. ДЫКТА — фанера. ЗАҐА — пычеjка. КУПА — 60 штук чого-нэбудь. ПЫЛЮТКА ЗАЗДРОНА — дохидниj кэ сквапниj хлопэць. СЯДРО — сырэдышниj тлушч. ТУЗАЛНО — быльердныj кыj. УПЫСАТКА — ручка. ХМЫЛЫННЕ — картопленэ зільле. ШКАПА — голова соловэшныка. ШТОМПЭЛЬ — кыj ля jіздыння на коньках. | СЛИВНЫЧКА ДЫТЫНЕЧИJІ МОВЫ. БОЗЯ — Божынька. БОЗЯ СВАРЫЦЯ — грим грымыть. ВАВА — собака. ЖЫЖА — огинь. ЗЮЗЯ — холод, мориз КУКА — ранка, болечэ місьте ЛЯЛЯ — гынчэ дыте. МЫЗЯ — корова. ПАПА — хліб. ПЫПА — вода. ЦЫНЯ — свыне. ҐАҐЫСОЛІ — взеты на плічы. ВЗЯТЫ НА OJPA — лёгынько пудкынуты. Мыколаj ЛЫПКО |

## Климчуковиця
Фонетичний правопис, який використовує для записів говіркових текстів, а також написання літературних творів і перекладів діалектолог Федір Климчук. Переважно мовою текстів є говірка рідного села автора (Симанавичі Дорогичинського району). Створений на базі білоруського правопису, у текстах позначається наголос): Найбільший літературний твір — переклад «Нового Завіту».
Переклад Ф. Климчуком уривків текстів говіркою рідного села. Уривок з 1-ї пісні «Іліади» Гомера (переклад зроблено в 1986 р.):
Зэвс вырну́вся в хоро́мы, і Богы́ с прысто́лув зыйшлы́,

Шоб судосы́тысь с свойі́м ба́тьком; ны сты́шчыв ны оды́н з быссмэ́ртных,

Сэ́дячы, жда́ты ёго́, і всі с пова́гыю вста́лы.

Там вин на тро́ны сів; алэ́ господы́ня Гэра

Всэ пові́дала, пуба́чывшы, як з йім ра́йілась

Дочка́ старо́го, шо в мо́ры, сырыброно́га Фытыда.

Одра́зу ж с сва́ркыю накы́нулась на Зэвса Кроныёна:

«Хто з быссмэ́ртных, паску́дыско, ра́йівся с то́бою?

Зна́ю, тобі́ до́брэ завсі́ды од мынэ́ тайі́тысь;

Ны́ґды ты сам по свою́й во́лі

Мыні́ того́, шо ду́майіш, ны нава́жывся сказа́ты!»

Юй отка́зував Биг, ба́тько і быссмэ́ртных, і смыртэ́лных:

«Гэра, ты ны на́дься ві́даты всі мойі́ ду́мкы;

Бо гэ́тэ тыбэ́ до добра́ ны довыдэ́, хоч ты мыні́ й жи́нка!

Шо мо́жна пові́даты, то ны́ґды ныхто́ ны пові́дае

Впырі́дж тыбэ́, ны з людэ́й, ны з Богы́в.

А вжэ як сам я, быз Богы́в, шось заду́маю зробы́ты,

То ты мынэ́ ны допы́туйся, і сама́ ны выві́дуй».

Тоды́ знов гы́ркнула зыкра́та Богы́ня Гэра:

«Кроныду паску́дный, шо ты бляву́скайіш!

Я ны́ґды ны тыбэ́ выпы́туваты, ны сама́ выві́дуваты

Вік ны хоті́ла; спокы́йно завсі́ды заду́муйіш, шо хо́чэш.

Я й за́рэ оно́ за однэ́ бою́сь, шоб тыбэ́ ны звыла́

Дочка́ старо́го, шо в мо́ры, срыброно́га Фэта:

Вона́ ж ранэ́нько сыді́ла с тобо́ю і колі́на твойі́ обныма́ла;

А ты юй хыта́в голово́ю, як я ба́чу, хо́чучы за Ахылэса

Одомсты́ты, алэ́ й мно́го аха́йцюв загубы́ты ко́ло йі́хых кораблі́в»…
Уривок зі «Страшної помсти» М. В. Гоголя («Чуден Днепр при тихой погоде…»; переклад зроблено у 1966 р.):
Ды́вный Дніпр в ты́ху пого́ду, як спокы́йно й пома́лу нысэ́ чырыз лісы́ й го́ры по́вны во́ды свойі́. Ны зворухнэ́; ны захробосты́ть. Ды́высся й ны зна́йіш, йдэ чы ны йдэ ёго́ вэ́лычна шырыня́, і здае́цьця, бы ввэсь вы́лытый вин з шкла і бы сыня́ва люстрана́я доро́га, быз мі́ры в шырыню́, быз конця́ в довжыню́, лыты́ть і в́е́цьця по зылё́ному сві́ты. Лю́бо тоды́ й гаря́чому со́нцёвы огля́нутысь з высочыні́ і опусты́ты лучі́ в хо́лод шклянэ́йі воды́, і ліса́м, шо коло бэ́рога, я́сно освыты́тысь в во́дах. В зылё́ных ку́чырах воны́ збы́лысь ра́зом с полёвы́мы квытка́мы коло во́дэй і, нахылы́вшысь, ды́влецьця на самы́х сыбэ́, шо в воді́, і ны нады́влецьця, і ны наті́шецьця самы́мы собо́ю, і всмі́хуюцьця тым, шо в воді́, і выта́ють йіх, маха́ючы голле́м. В сырэ́дыну Дніпра́ воны́ ны посмі́ють гля́нуты: ныхто́, кро́мы сонця й сыня́вого нэ́ба, ны ды́выцьця в ёго́. Ма́ло яка́я пту́шка долыты́ть до сырэ́дыны Дніпра́. Пы́шный! Ныма́ рыкы́ такэ́йі, як вин, на всім сві́ты. Ды́вный Дніпр і в тэ́плу лі́тню ныч, як всэ засына́е, і чолові́к, і звір, і пту́шка; а Биг оды́н вылы́чно огляда́е нэ́бо й зэ́мню й вылы́чно стря́сае ры́зу. З ры́зы сы́плюцьця зо́ры. Зо́ры горе́ть і сві́теть над сві́том, і всі ра́зом одбыва́юцьця в Дніпро́вы.

## Максимюковиця
Фонетичний правопис на базі словацького. Запропонований білоруським журналістом Яном Максимюком 2004 року. Особливості правопису частково зумовлені діалектними рисами: дифтонги (іе, уо) передаються літерами ê, ô. Приголосні в, ш, ж, ч, дж пишуться як v, š, ž, č, dž. Автор пропагує ідею підляської мови. Фактично є латинським варіантом правопису на базі білоруської ортографії, якою частково друкуються матеріали часопису «Белскі гостінец», «Czasopis».